# Eric Thiermann
Eric Thiermann ist ein US-amerikanischer Filmregisseur und Kameramann, der 1984 für einen Oscar nominiert war.

## Biografisches
Thiermann, der die Santa Monica High School besuchte, erwarb einen MFA in Film an der University of California, Los Angeles (UCLA) und unterrichtete Filmproduktion und alles was damit zusammenhängt, wie beispielsweise das Schreiben von Drehbüchern, am Art Center College of Design, bevor er Ende der 1970er-Jahre IMPACT Creative Productions gründete. Thiermann bereiste mehr als vierzig Länder und produzierte in dieser Zeit Dokumentarfilme sowie Filme mit geschichtlichem Hintergrund und auch Werbefilme. An Jonathan Demmes ersten Langspielfilm, dem Gefängnisdrama Das Zuchthaus der verlorenen Mädchen von 1974, war Thiermann als künstlerischer Leiter beteiligt. Im Film geht es um ein Frauengefängnis, dessen brutale Leiterin sadistisch veranlagt ist.
Gemeinsam mit der Produzentin Vivienne Verdon-Roe erhielt Thiermann 1984 eine Nominierung für den Oscar für den von ihm und Verdon-Roe gemeinsam produzierten Dokumentar-Kurzfilm In the Unclear Shadow: What Can the Children Tell Us?, in dem Kinder und Jugendliche ihre Angst vor einem Atomkrieg äußern. Thiermann war auch an dem mit einem Oscar ausgezeichneten Kurzdokumentarfilm Women – for America, for the World von 1986 beteiligt, bei dem Vivienne Verdon-Roe Regie führte.
Bei dem Actiondrama Steel Heel von 1993 führte Thiermann Regie. Der Krieger Steel Heel ist auf der Suche nach dem Mörder seines Bruders. Dabei kommt er einem Konzern in die Quere und stößt auf eine Spur, die offenbart, welch große Gefahr der Stadt droht. Bei der 2010 erschienenen Geschichtsbiografie An Ecology of Mind, einem filmischen Porträt des Anthropologen, Biologen und Psychotherapeuten Gregory Bateson, der die Ansicht vertrat, dass die größten Probleme der Welt darin begründet seien, auf welche Art und Weise die Natur funktioniere und der Art und Weise, wie die Menschen denken würden, dass sie funktioniere, führte Thiermann die Kamera.
Thiermann hat einen Sohn Kyle, der seinen Vater auch in seinem Podcast, interwiewte.

## Filmografie (Auswahl)
- 1974: Das Zuchthaus der verlorenen Mädchen (Caged Heat; künstlerische Leitung)
- 1984: In the Nuclear Shadow: What Can the Children Tell Us? (Dokumentar-Kurzfilm; Regie, Kamera)
- 1986: Women – for America, for the World (Dokumentar-Kurzfilm)
- 1993: Steel Heel (Regie)
- 2003: Calypso Dreams (Kamera)
- 2006: Skin City (Kamera)
- 2009: Deflating the Elephant: Framed Messages Behind Conservative Dialogue (Kamera)
- 2010: An Ecology of Mind (Geschichtsbiografie; Kameramann)

## Auszeichnung
Academy Awards 1984: nominiert für einen Oscar für und mit dem Film In the Nuclear Shadow: What Can the Children Tell Us? in der Kategorie „Bester Dokumentar-Kurzfilm“. Der Oscar ging jedoch an Cynthia Scott und Adam Symansky und deren Film Flamenco at 5:15, in dem kanadische Schüler im Tanz Flamenco unterrichtet werden.